# Andrzej Cehelik

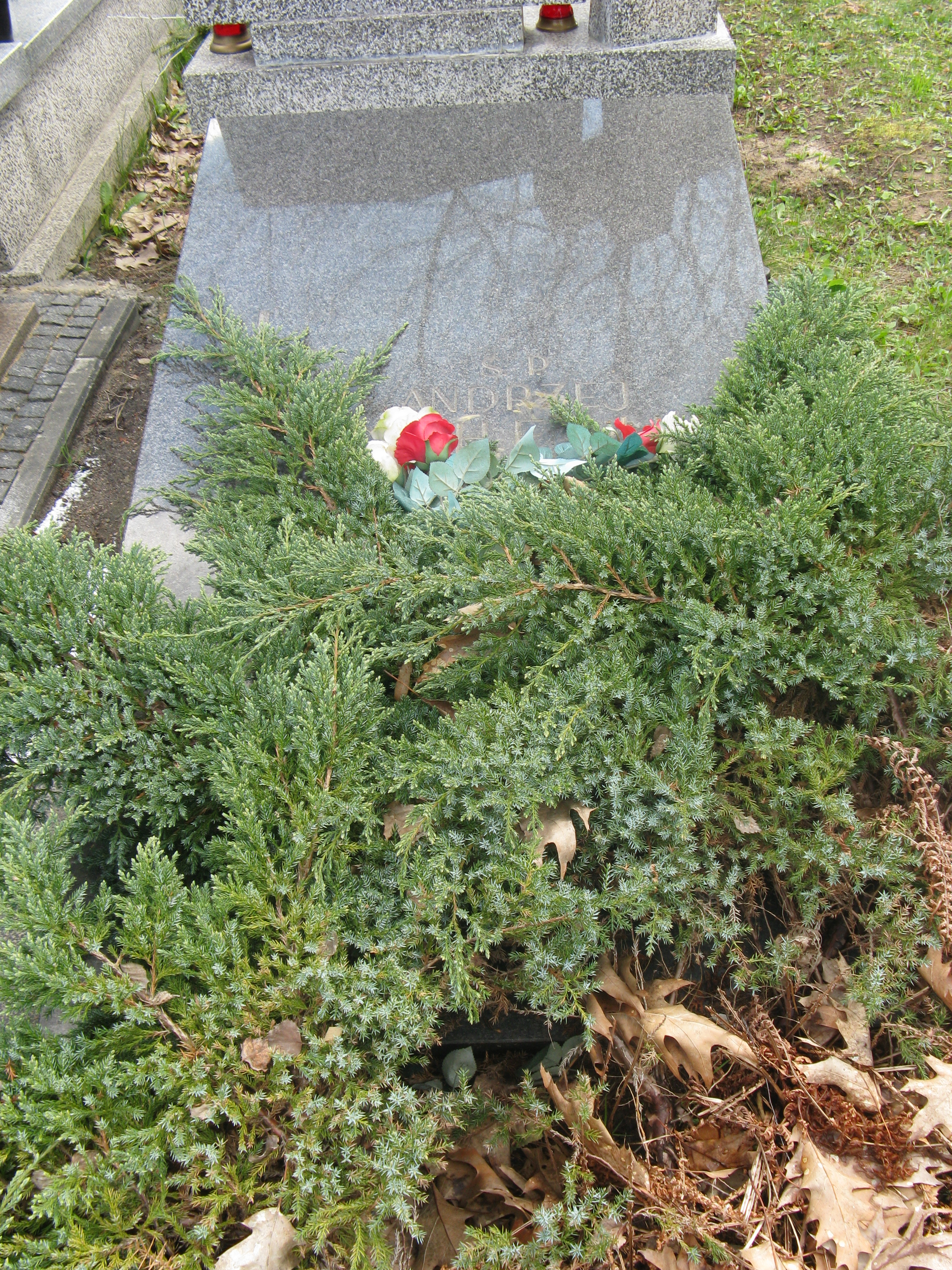
Grób Andrzeja Cehelika na cmentarzu komunalnym Północnym

Andrzej Cehelik (ur. 10 kwietnia 1932 we Lwowie, zm. 8 marca 1991 w Warszawie) - były polski piłkarz, trener piłki nożnej.

## Kariera piłkarska
Cehelik jest wychowankiem Polonii Bytom, z której w 1953 trafił do Legii Warszawa. Z warszawskim klubem święcił największe sukcesy w czasie swojej kariery piłkarskiej. Dwukrotnie zdobywał z tą drużyną Mistrzostwo Polski (1955, 1956) oraz Puchar Polski (1955, 1956).
Grając w warszawskiej Legii rozegrał jeden mecz w europejskich pucharach. W sezonie 1956/1957 wystąpił w rewanżowym spotkaniu Pucharu Mistrzów ze Slovanem Bratysława.
1 kwietnia 1960, będąc zawodnikiem warszawskiej Polonii, został wraz z kolegami z drużyny zdyskwalifikowany na 3 lata. Zarząd klubu podjął tę decyzję gdy piłkarze odmówili wyjazdu na mecz ligowy z Unią Gorzów. Ostatecznie przywrócono go do gry już rok później.

## Kariera trenerska
Po zakończeniu kariery piłkarskiej Cehelik został trenerem. W czasie pracy szkoleniowej prowadził m.in. OKS OZOS Olsztyn (na początku lat 70.) oraz Olimpię Elbląg (od 23 lipca 1974 do rundy jesiennej sezonu 1975/1976).